# Lillesand
 Lillesand (?·pàg.) és un municipi situat al comtat d'Agder, Noruega. Té 10.577 habitants (2016) i té una superfície de 190,25 km². El centre administratiu del municipi és el poble homònim.

## Agermanaments

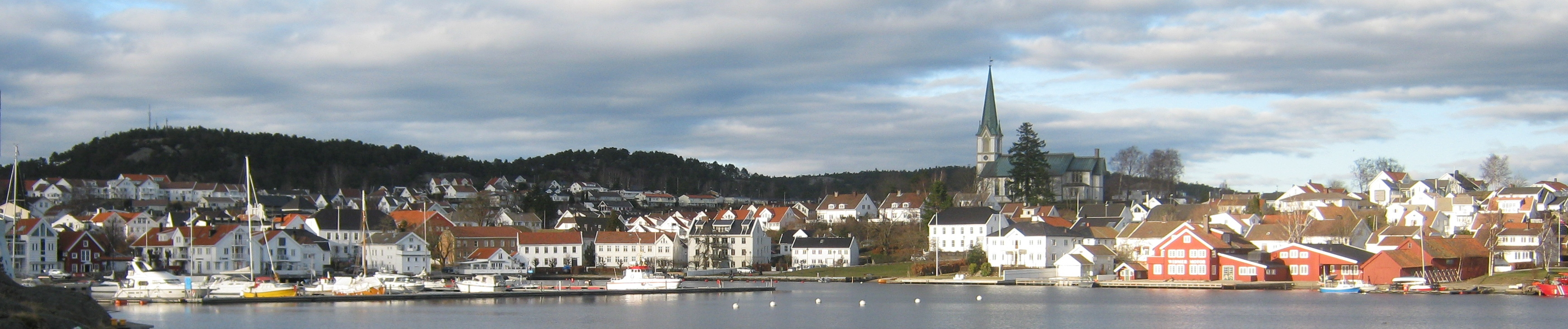
Façana marítima de Lillesand

Lillesand manté una relació d'agermanament amb les següents localitats:
- Kalundborg,  Dinamarca
- Kemiönsaari,  Finlàndia
- Nynäshamn,  Suècia